# (27864) Antongraff
(27864) Antongraff est un astéroïde de la ceinture principale.

## Description
(27864) Antongraff est un astéroïde de la ceinture principale. Il fut découvert le 5 mars 1995 à Tautenburg par Freimut Börngen. Il présente une orbite caractérisée par un demi-grand axe de 2,76 UA, une excentricité de 0,14 et une inclinaison de 9,4° par rapport à l'écliptique.

## Compléments